# Južna Dobrudža
Južna Dobrudža (bug. Южна Добруджа, Yuzhna Dobrudzha ili jednostavno Добруджа, Dobrudzha, rum. Dobrogea de sud ili Cadrilater) je dio Dobrudže koji se nalazi na sjeveroistoku Bugarske.
Južna Dorudža je administrativno podjeljena na dvije bugarske oblasti: Oblast Dobrič i Oblast Silistra čiji je istoimeni glavni grad i povijesno središte Južne Dobrudže. Na ovom području veličine 7565 km² živi oko 358 000 stanovnika.